# Agathia confuscata
Agathia confuscata là một loài bướm đêm trong họ Geometridae.